# Turbinaria patula
Turbinaria patula är en korallart som först beskrevs av James Dwight Dana 1846.  Turbinaria patula ingår i släktet Turbinaria och familjen Dendrophylliidae. IUCN kategoriserar arten globalt som sårbar. Inga underarter finns listade i Catalogue of Life.